# Campeonato Brasileiro de Seleções Estaduais de Basquete Masculino
A primeira competição inter-estadual de basquetebol masculino a ser disputada no Brasil foi o Campeonato Brasileiro de Basket, que teve 26 edições disputadas entre 1925 e 1964 entre os selecionados estaduais convocados a partir dos clubes que disputavam as competições em cada unidade federativa: Campeonato Carioca, Campeonato Gaúcho, Campeonato Paulista, Campeonato Mineiro, entre outros. Só a partir de 1965 que o basquete brasileiro passou a ter competições oficiais entre clubes, com a realização da Taça Brasil, a primeira competição nacional de basquete entre clubes do país (ainda que extra-oficialmente tenham sido organizadas algumas competições inter-estaduais Rio-São Paulo entre clubes.   
Cabem as observações a seguir sobre as edições realizadas:
- Em 1930, nem a Seleção Carioca nem a Seleção Paulista participaram do torneio.
- A Seleção Paulista não participou também das edições de 1934, 1935, 1936 e 1937.
- A primeira grande surpresa aconteceu na semi-final da edição de 1944, quando a Seleção Mineira eliminou à Seleção Paulista com uma vitória por 58 x 45.

## Títulos

### Por estado
| Estaado            | Títulos |
| ------------------ | ------- |
| Seleção Carioca    | 14      |
| Seleção Paulista   | 10      |
| Seleção Mineira    | 1       |
| Seleção Paranaense | 1       |